# Nick Zoricic
Nikola Zoricic detto Nick (Sarajevo, 19 febbraio 1983 – Interlaken, 10 marzo 2012) è stato uno sciatore alpino e sciatore freestyle canadese.

## Biografia
Nato a Sarajevo nel 1983, da padre bosniaco e madre serba, Zoricic all'età di 5 anni si trasferì con la famiglia a Toronto in Canada.

### Stagioni 2002-2009
Attivo inizialmente nello sci alpino, Zoricic iniziò a disputare gare FIS nel dicembre del 1998; in Nor-Am Cup esordì il 4 dicembre 2001 a Lake Louise in supergigante (52º) e conquistò il miglior piazzamento il 14 marzo 2003 a Nakiska in slalom speciale (4º). In Coppa del Mondo disputò quattro gare, tutte slalom speciali (la prima il 23 dicembre 2003 a Park City, l'ultima il 27 febbraio 2005 a Kranjska Gora), senza completarne nessuna.
Dall'inizio del 2009 dedicò prevalentemente al freestyle (anche se aveva già preso parte a una gara dell'Australia New Zealand Cup nell'agosto precedente), specialità ski cross, debuttando in Coppa del Mondo il 19 gennaio a Lake Placid (61º) e in Nor-Am Cup il 27 gennaio a Copper Mountain, subito ottenendo il suo unico podio (3º). Sempre nel 2009, il 2 febbraio, prese per l'ultima volta il via nella Nor-Am Cup di sci alpino, sempre in slalom speciale, senza completare quella che sarebbe rimasta la sua ultima gara nello disciplina; durante la sua carriera nello sci alpino non prese parte a rassegne olimpiche o iridate.

### Stagioni 2011-2012
Il 7 gennaio 2011 conquistò a Sankt Johann in Tirol il primo podio in Coppa del Mondo (2º alle spalle dello statunitense John Teller) e ai successivi Mondiali di Deer Valley, sua unica presenza iridata, si classificò 8º; il 15 gennaio 2012 conquistò il secondo e ultimo podio in Coppa del Mondo, a Les Contamines (3º).
Morì il 10 marzo successivo a causa di un grave incidente occorsogli mentre stava disputando gli ottavi di finale della gara di Coppa del Mondo a Grindelwald (nella quale fu comunque classificato al 13º posto): a seguito della caduta l'atleta riportò un trauma cranico e, nonostante il trasporto presso l'ospedale di Interlaken, all'arrivo ne fu constatato il decesso.

## Palmarès

### Sci alpino

#### Nor-Am Cup
- Miglior piazzamento in classifica generale: 22º nel 2003

#### Campionati canadesi
- 1 medaglia:
  - 1 bronzo (slalom speciale nel 2005)

### Freestyle

#### Coppa del Mondo
- Miglior piazzamento in classifica generale: 19º nel 2011
- Miglior piazzamento nella Coppa del Mondo di ski cross: 5º nel 2011
- 2 podi:
  - 1 secondo posto
  - 1 terzo posto

#### Nor-Am Cup
- Miglior piazzamento nella classifica di ski cross: 59º nel 2012
- 1 podio:
  - 1 terzo posto

#### South American Cup
- Miglior piazzamento nella classifica di ski cross: 2º nel 2012
- 3 podi:
  - 2 secondi posti
  - 1 terzo posto

#### Campionati canadesi
- 1 medaglia:
  - 1 bronzo (ski cross nel 2009)